# Años 950
Los años 950 o década del 950 empezó el 1 de enero del 950 y terminó el 31 de diciembre del 959.

## Acontecimientos
- Galicia - (951-956) - Sublevación del conde Ximeno Díaz contra Ordoño III de León.
- Galicia - (956-958) - Sublevación contra Sancho I el Craso del conde gallego Gonzalo Sánchez.
- Juan XII sucede a Agapito II como papa en el año 955.
- Batalla de Rastarkalv